# Fritz Hillebrand
Friedrich Hillebrand, conosciuto come Fritz (Weißbach bei Lofer, 22 novembre 1917 – Bilbao, 24 agosto 1957), è stato un pilota motociclistico tedesco vincitore di 1 titolo nel motomondiale nei sidecar.

## Carriera
Hillebrand è nato a Weißbach bei Lofer in territorio austriaco e, una volta rimasto orfano, è cresciuto in un collegio tedesco studiando meccanica. Ha iniziato a correre negli anni 30, per riprendere al termine della seconda guerra mondiale.
Ha debuttato nel motomondiale alla guida di un sidecar nella stagione 1953 avendo come compagno abituale Manfred Grunwald e vi ha gareggiato anche la stagione successiva ottenendo il suo primo podio nel Sidecar TT.
Dopo una pausa nella carriera dovuta ad un incidente a Barcellona, è diventato pilota ufficiale della BMW ottenendo la sua prima vittoria iridata al Tourist Trophy 1955, terminando la stagione al secondo posto della classifica mondiale, dietro all'altro pilota BMW Wilhelm Noll.
Il motomondiale 1957 è quello della definitiva consacrazione con la vittoria nei primi tre gran premi della stagione e l'ottenimento del titolo mondiale nei sidecar. Il titolo venne però assegnato alla memoria poiché durante delle prove per una gara fuori calendario del mondiale a Bilbao, è incorso in un gravissimo incidente in cui ha perso la vita il 24 agosto 1957.
Nello stesso anno in cui ha ottenuto il titolo mondiale, ha ottenuto anche il suo terzo titolo nazionale tedesco dopo quelli del 1952 e 1953.

## Risultati nel motomondiale
| 1953 | Classe  | Moto |    |    |   |    |   |   |   |   |    | Punti | Pos. |
| ---- | ------- | ---- | -- | -- | - | -- | - | - | - | - | -- | ----- | ---- |
| 1953 | sidecar | BMW  | NE | NE | - | NE | 9 | - | - | 6 | NE | 1     | 13º  |

| 1954 | Classe  | Moto |    |   |   |   |    |   |     |   |    | Punti | Pos. |
| ---- | ------- | ---- | -- | - | - | - | -- | - | --- | - | -- | ----- | ---- |
| 1954 | sidecar | BMW  | NE | 2 | 4 | 4 | NE | - | Rit | 5 | NE | 14    | 5º   |

| 1956 | Classe  | Moto |   |   |   |   |   |   |  |  |  | Punti   | Pos. |
| ---- | ------- | ---- | - | - | - | - | - | - |  |  |  | ------- | ---- |
| 1956 | sidecar | BMW  | 1 | 1 | 4 | 2 | - | 3 |  |  |  | 26 (29) | 2º   |

| 1957 | Classe  | Moto |   |   |   |   |    |  |  |  |  | Punti | Pos. |
| ---- | ------- | ---- | - | - | - | - | -- |  |  |  |  | ----- | ---- |
| 1957 | sidecar | BMW  | 1 | 1 | 1 | 3 | NE |  |  |  |  | 28    | 1º   |

| Legenda | 1º posto        | 2º posto            | 3º posto            | A punti      | Senza punti        | Grassetto – Pole position Corsivo – Giro più veloce |
| Legenda | Gara non valida | Non qual./Non part. | Ritirato/Non class. | Squalificato | '-' Dato non disp. | Grassetto – Pole position Corsivo – Giro più veloce |